# Tungvikt i boxning vid olympiska sommarspelen 1992
Resultat från boxning vid olympiska sommarspelen 1992 och herrarnas tungvikt. Boxarna vägde under 91 kg. Tävlingarna arrangerades i Pavelló Club Joventut de Badalona i Barcelona.

## Medaljörer
| Klass    | Guld               | Silver                    | Brons                             |
| Tungvikt | Félix Savón · Kuba | David Izonritei · Nigeria | David Tua · Nya Zeeland           |
| Tungvikt | Félix Savón · Kuba | David Izonritei · Nigeria | Arnold Vanderlyde · Nederländerna |

## Resultat

### Första rundan
| Vinnare                      | Resultat      | Förlorare               |
| Första rundan                | Första rundan | Första rundan           |
| ---------------------------- | ------------- | ----------------------- |
| Vojtěch Rückschloss (TCH)    |               | – BYE                   |
| Georgios Stefanopoulos (GRE) |               | – BYE                   |
| David Tua (NZL)              |               | – BYE                   |
| José Ortega (ESP)            |               | – BYE                   |
| Kirk Johnson (CAN)           |               | – BYE                   |
| Joseph Akhasamba (KEN)       |               | – BYE                   |
| David Izonritei (NGR)        |               | – BYE                   |
| Morteza Shiri (IRN)          |               | – BYE                   |
| Arnold Vanderlyde (NED)      | 14-0          | Emelio Leti (SAM)       |
| Paul Douglas (IRL)           | 8-1           | John Pettersson (SWE)   |
| Aleksej Tjudinov (EUN)       | 7-3           | Vidas Markevičius (LTU) |
| Željko Mavrović (CRO)        | 8-2           | Mark Hulström (DEN)     |
| Danell Nicholson (USA)       | 10-2          | Paul Lawson (GBR)       |
| Bert Teuchiert (GER)         | 5-1           | Elio Ibarra (ARG)       |
| Félix Savón (CUB)            | RSC-2 (01:12) | Krysztof Rojek (POL)    |

### Andra rundan
| Vinnare                   | Resultat       | Förlorare                    |
| Andra rundan              | Andra rundan   | Andra rundan                 |
| ------------------------- | -------------- | ---------------------------- |
| Vojtěch Rückschloss (TCH) | RSC-1 (02:27)  | Georgios Stefanopoulos (GRE) |
| David Tua (NZL)           | RSCH-2 (03:00) | José Ortega (ESP)            |
| Kirk Johnson (CAN)        | RSC-2 (02:42)  | Joseph Akhasamba (KEN)       |
| David Izonritei (NGR)     | RSC-3 (01:35)  | Morteza Shiri (IRN)          |
| Arnold Vanderlyde (NED)   | 14-13          | Chae Sung-bae (KOR)          |
| Paul Douglas (IRL)        | 15-9           | Aleksej Tjudinov (EUN)       |
| Danell Nicholson (USA)    | 9-6            | Zelko Mavrovic (CRO)         |
| Félix Savón (CUB)         | 11-2           | Bert Teuchiert (GER)         |

### Kvartsfinaler
| Vinnare                 | Resultat      | Förlorare                 |
| Kvartsfinaler           | Kvartsfinaler | Kvartsfinaler             |
| ----------------------- | ------------- | ------------------------- |
| David Tua (NZL)         | RSC-3 (00:16) | Vojtěch Rückschloss (TCH) |
| David Izonritei (NGR)   | 9-5           | Kirk Johnson (CAN)        |
| Arnold Vanderlyde (NED) | RSC-1 (01:30) | Paul Douglas (IRL)        |
| Félix Savón (CUB)       | 13-11         | Danell Nicholson (USA)    |

### Semifinaler
| Vinnare               | Resultat    | Förlorare               |
| Semifinaler           | Semifinaler | Semifinaler             |
| --------------------- | ----------- | ----------------------- |
| David Izonritei (NGR) | 12-7        | David Tua (NZL)         |
| Félix Savón (CUB)     | 23-3        | Arnold Vanderlyde (NED) |

### Final
| Vinnare           | Resultat | Förlorare             |
| Final             | Final    | Final                 |
| ----------------- | -------- | --------------------- |
| Félix Savón (CUB) | 14-1     | David Izonritei (NGR) |